# 대한민국 상법 제39조
대한민국 상법 제39조는 제6장 상업등기의 부실의 등기에 대한 상법총칙의 조문이다.

## 조문
제39조 (부실의 등기) 고의 또는 과실로 인하여 사실과 상위한 사항을 등기한 자는 그 상위를 선의의 제3자에게 대항하지 못한다.

第39條 (不實의 登記)  故意 또는 過失로 因하여 事實과 相違한 事項을 登記한 者는 그 相違를 善意의 第3者에게 對抗하지 못한다.

## 판례
- 이사 선임의 주주총회결의에 대한 취소판결이 확정되어 그 선임이 취소되는 대표이사와 거래한 상대방은 상법상 부실등기규정[1]의 적용 또는 유추적용에 의해 보호될 수 있다[2]
- 합명회사에 있어서 상법 제39조 소정의 부실등기에 대한 고의 과실의 유무는 그 대표사원을 기준으로 판정하여야 하고 대표사원의 유고로 회사정관에 따라 업무를 집행하는 사원이 있다고 하더라도 그 사원을 기준으로 판정하여서는 아니된다.[3]
- 등기신청권자에 대하여 상법 제39조에 의한 불실등기(不實登記) 책임을 묻기 위하여는 원칙적으로 그 등기가 등기신청권자에 의하여 마쳐진 것임을 요하지만, 등기신청권자가 스스로 등기를 하지 아니하였다 하더라도 그 등기가 이루어지는 데 관여하거나 그 불실등기의 존재를 알고 있음에도 이를 시정하지 않고 방치하는 등 등기신청권자의 고의 또는 과실로 불실등기를 한 것과 동일시할 수 있는 특별한 사정이 있는 경우에는 그 등기신청권자에 대하여 상법 제39조에 의한 불실등기 책임을 물을 수 있다.[4]

## 참고 문헌
- 이기수 최병규, 상법총칙 상행위법(제7판), 박영사, 2010. ISBN 9788964545041

## 같이 보기
- 등기
- 대한민국 상법 제395조